# 久留島通清
久留島 通清（くるしま みちきよ）は、江戸時代前期の大名。豊後国森藩3代藩主。官位は従五位下・信濃守。

## 略歴
2代藩主・久留島通春の長男として誕生。幼名は吉松。初名は通次。
寛永13年（1636年）5月28日、3代将軍徳川家光にお目見えする。明暦元年（1655年）7月13日、父の死去により、家督を継いだ。このとき、弟の通貞に岩室村など1000石、もう1人の弟通迥（みちとお）にも綾垣村、木牟田村など500石を分与したため、1万2500石の領主となる。明暦2年12月18日、従五位下信濃守に叙任した。
藩政においては父時代の側近をすべて排除し、新参者の薄葉氏や浅川氏らを重用して藩主権力の強化を図った。元禄13年（1700年）9月29日、森にて死去した。享年72。跡を長男・通政が継いだ。法号は瑞雲院。墓所は森の安楽寺。

## 系譜
父母
- 久留島通春（父）
- 佐久間安政の娘（母）

正室、継室
- 中川久盛の養女 ー 松平定実の娘（正室）
- 山内忠義の娘（継室）

側室
- 安部氏

子女
- 久留島通政（長男）生母は継室
- 林正栄（次男）
- 毛利高久[1]（三男）
- 毛利高慶[2]（五男）生母は安部氏（側室）
- 久留島通重（六男）
- 武田信令正室
- 高木守興正室